# Jorge Jesus
Jorge Fernando Pinheiro de Jesus (wym. [ˈʒɔɾʒ(ɨ) ʒeˈzuʃ]; ur. 24 lipca 1954 roku w Amadorze) – portugalski trener i piłkarz.

## Sukcesy trenerskie
CF Os Belenenses
- Finał Pucharu Portugalii: 2006/07

SC Braga
- Puchar Intertoto: 2008

SL Benfica
- Mistrzostwo Portugalii: 2009/10, 2013/14, 2014/15
- Puchar Portugalii: 2013/14
- Puchar Ligi Portugalskiej: 2009/10, 2010/11, 2011/12, 2013/14, 2014/15
- Superpuchar Portugalii: 2014
- Finał Ligi Europy: 2012/13, 2013/14

Sporting CP
- Puchar Ligi Portugalskiej: 2017/18
- Superpuchar Portugalii: 2015

Al-Hilal
- Superpuchar Arabii Saudyjskiej: 2018, 2023

CR Flamengo
- Mistrzostwo Brazylii: 2019
- Superpuchar Brazylii: 2020
- Copa Libertadores: 2019
- Recopa Sudamericana: 2020
- Campeonato Carioca: 2020

Fenerbahçe SK
- Puchar Turcji: 2022/23